# Parque nacional de la Isla Saanane
El parque nacional de la Isla Saanane es un parque nacional de Tanzania en Mwanza. El parque está ubicado en una isla en el lago Victoria y se puede llegar a él en barco desde las oficinas de TANAPA en Capri Point en la ciudad de Mwanza.     Lleva el nombre del granjero y pescador local Mzee Saanane Chavandi. 

## Historia
El parque, conocido entonces como "Saa Nane Island Game Sanctuary", fue bombardeado accidentalmente durante la campaña aérea de la guerra entre Uganda y Tanzania de 1978-1979. El 29 de marzo de 1979, el líder libio Muamar Gadafi ordenó a uno de sus bombarderos Tupolev Tu-22 que atacara Mwanza, con la esperanza de intimidar así al gobierno tanzano para que suspendiera su invasión de Uganda. Sin embargo, el Tu-22 no alcanzó la ciudad y sus cinco cohetes antipersona impactaron en el santuario de caza, hiriendo levemente a un trabajador y matando a varios animales. Según los periodistas Tony Avirgan y Martha Honey, murieron seis antílopes y muchas aves. Por el contrario, el analista de inteligencia Kenneth M. Pollack declaró que murió "un gran número de antílopes".

## Fauna
La isla alberga varias especies de mamíferos, como el mono de terciopelo, el gato montés, la cebra y el damán de las rocas, entre otros. Es el único lugar de Tanzania donde se encuentran monos de De-brazza. También se han registrado más de 40 especies de aves. 

### Trabajos citados
- Avirgan, Tony; Honey, Martha (1983). War in Uganda: The Legacy of Idi Amin. Dar es Salaam: Tanzania Publishing House. ISBN 978-9976-1-0056-3.
- Cooper, Tom; Fontanellaz, Adrien (2015). Wars and Insurgencies of Uganda 1971–1994. Solihull: Helion & Company Limited. ISBN 978-1-910294-55-0.
- Pollack, Kenneth Michael (2004). Arabs at War: Military Effectiveness, 1948–1991. Lincoln: University of Nebraska Press. ISBN 978-0-8032-0686-1.